# Ilha Kura
Kura ou Kurkosa (em azeri:  Kür Dili), também conhecida como Kurinskiy em língua russa, É uma ilha no Mar Cáspio ao largo da costa do Azerbaijão. Encontra-se 33 km ao sul de Neftchala e cerca de 150 km para a SSE de Baku, na Aran (região).

## História
A ilha estava anteriormente anexada ao continente por um estreito spit. Foi chamada Kurkosa após o rio Kura localizada mais ao norte por Fedor I  Soimonov, o pioneiro explorador do Mar Cáspio durante o tempo de Pedro I, o Grande. Soimonov escreveu o 'Piloto do Mar Cáspio', o primeiro relatório sobre isso até então pouco conhecido corpo de água, que foi publicado em 1720 pela Academia Russa de Ciências]].

## Geografia
A ilha Kura está localizada 7.5 km fora do Kura Spit, o ponto mais próximo, e 10 km ao leste da costa da Baía de Kyzylagach (Qızılağac Bay). Embora geograficamente localizada muito longe disto, é considerada como a ilha mais ao sul do Arquipélago de Baku.
A área da ilha Kura é 43 km². Seu comprimento é 11.8 km e sua largura máxima 5.2 km. A ilha é baixa, com montes de lama e se estende em uma direção NE para SW.
Há um farol em Kura que foi construído em 1911 e abandonado em 1966.

### Kura Stone
Kura Rock ou Kura Stone (Kurinskiy Kamen), em azeri:  Kür daşı, é uma ilhota com um comprimento máximo de 0.18 km. Está localizada 13 km a leste da extremidade NE da ilha Kura na 39° 00′ 54″ N, 49° 20′ 01″ L.